# Matt McKenzie
Matt McKenzie – amerykański aktor, znany przede wszystkim z dubbingu gier i filmów. Podkładał m.in. głos Aurona w grach Final Fantasy X i Final Fantasy X-2. Występował w serialach Star Trek: Voyager, Star Trek: Deep Space Nine, JAG, a także w epizodycznych rolach m.in. w serialu Doktor House. Grał także w teatrze.

## Filmografia
- Vampire Hunter D: Żądza krwi jako Borgoff
- Reign: The Conqueror jako Ptolemy
- Final Fantasy: The Spirits Within jako Major Elliot
- Bogowie i potwory jako Colin Clive
- Star Trek: Voyager
- Star Trek: Stacja kosmiczna
- JAG
- Siódme niebo
- Różowe lata siedemdziesiąte
- Życie na fali
- 24 godziny
- Żółtodziób
- Dr House jako Doktor Fedler
- Mad Men jako Crab Colson
- Ja w kapeli jako Oil Tycoon

## Role w grach
- Final Fantasy X jako Auron
- Final Fantasy X-2 jako Auron
- Kingdom Hearts II